# Ma cousine Rachel
Ma cousine Rachel (titre original : My Cousin Rachel) est un roman de la romancière britannique Daphné du Maurier, paru en 1951.

## Résumé
Au début du XIXe siècle, un jeune homme anglais, Philip Ashley, apprend que son cousin quadragénaire, Ambroise Ashley, avec qui il est étroitement lié, vient de se marier au cours d'un voyage en Italie avec une mystérieuse veuve, Rachel. Jaloux, Philip déteste déjà sa nouvelle cousine.
Et vient le jour où Philip reçoit une lettre d'Ambroise lui disant qu'il soupçonne sa femme de l'empoisonner. Peu de temps après Ambroise meurt. Le jeune homme va alors décider de venger coûte que coûte la mort de son cousin.
Philip reçoit chez lui Rachel. Mais elle n'est pas la femme qu'il s'était tant de fois imaginé. Il finit par tomber amoureux d'elle. Il monte des projets avec elle, jusqu'au jour où il sera confronté à la réalité...

## Les personnages
- Philip Ashley : jeune homme de 24 ans, habitant les Cornouailles depuis toujours et propriétaire d'une exploitation agricole.
- Ambroise Ashley : cousin de Philip, mort à une quarantaine d'années des suites d'une maladie mystérieuse alors qu'il venait de se marier à Rachel.
- Rachel Ashley : déjà veuve d'un certain Cosimo Sangaletti, Rachel se retrouve à nouveau seule après la mort d'Ambroise. Personnage d'abord attachant, elle s'attirera l'amour de Philip.
- Rainaldi : étrange ami et conseiller de Rachel.
- M. Kendall : parrain de Philip et ami d'Ambroise, il n'accorde aucune confiance à Rachel.
- Louise Kendall : amie d'enfance de Philip, elle souhaiterait pouvoir rendre son ami lucide à propos de Rachel.

## Adaptations
- Le film Ma cousine Rachel de Henry Koster, avec Olivia de Havilland et Richard Burton, sorti en 1952.
- En 1983, la télévision de la BBC produit une mini-série en quatre épisodes du même roman sous la houlette de Brian Farnham, avec Geraldine Chaplin et Christopher Guard.
- Le film My Cousin Rachel de Roger Michell avec Sam Claflin et Rachel Weisz, sorti en 2017.